# Coppa Italia 2023 (pallacanestro femminile)
La Coppa Italia 2023 (Techfind Final Eight di Coppa Italia per motivi di sponsorizzazione) è stata la 37ª edizione del trofeo riservato alle società del campionato italiano di Serie A1 di pallacanestro femminile.
Organizzato dalla Lega Basket Femminile si è disputata dal 30 marzo al 01 aprile 2023 ne La Molisana Arena di Campobasso.
La Lega ha confermato la formula della Final Eight alla quale hanno preso parte le prime otto squadre classificate in Serie A1 al termine del girone d'andata, ovvero: 
Famila Wüber Schio, 
Virtus Segafredo Bologna, 
Umana Reyer Venezia, 
Banco di Sardegna Dinamo Sassari,
Allianz Geas Sesto San Giovanni,
Fila San Martino,
La Molisana Campobasso e 
Passalacqua Ragusa.
 

Il Torneo è stato vinto per la quattordicesima volta dalla Famila Wüber Schio, che ha sconfitto in finale la Umana Reyer Venezia per 73-62.

## Risultati

### Tabellone
|  | Quarti | Quarti         | Quarti |  |   | Semifinali     | Semifinali     | Semifinali |  |   | Finale       | Finale        | Finale |
|  |        |                |        |  |   |                |                |            |  |   |              |               |        |
|  | 1      | Famila Schio   | 87     |  |   |                |                |            |  |   |              |               |        |
|  | 1      | Famila Schio   | 87     |  |   |                |                |            |  |   |              |               |        |
|  | 8      | Eirene Ragusa  | 78     |  |   |                |                |            |  |   |              |               |        |
|  | 8      | Eirene Ragusa  | 78     |  | 1 | Famila Schio   | 88             |            |  |   |              |               |        |
|  |        |                |        |  | 1 | Famila Schio   | 88             |            |  |   |              |               |        |
|  |        |                |        |  |   | 4              | Dinamo Sassari | 61         |  |   |              |               |        |
|  | 4      | Dinamo Sassari | 53     |  |   | 4              | Dinamo Sassari | 61         |  |   |              |               |        |
|  | 4      | Dinamo Sassari | 53     |  |   |                |                |            |  |   |              |               |        |
|  | 5      | GEAS           | 48     |  |   |                |                |            |  |   |              |               |        |
|  | 5      | GEAS           | 48     |  |   |                |                |            |  | 1 | Famila Schio | 73            |        |
|  |        |                |        |  |   |                |                |            |  | 1 | Famila Schio | 73            |        |
|  |        |                |        |  |   |                |                |            |  |   | 3            | Reyer Venezia | 62     |
|  | 3      | Reyer Venezia  | 83     |  |   |                |                |            |  |   | 3            | Reyer Venezia | 62     |
|  | 3      | Reyer Venezia  | 83     |  |   |                |                |            |  |   |              |               |        |
|  | 6      | San Martino    | 75     |  |   |                |                |            |  |   |              |               |        |
|  | 6      | San Martino    | 75     |  | 2 | Virtus Bologna | 63             |            |  |   |              |               |        |
|  |        |                |        |  | 2 | Virtus Bologna | 63             |            |  |   |              |               |        |
|  |        |                |        |  |   | 3              | Reyer Venezia  | 78         |  |   |              |               |        |
|  | 7      | Magnolia CB    | 71     |  |   | 3              | Reyer Venezia  | 78         |  |   |              |               |        |
|  | 7      | Magnolia CB    | 71     |  |   |                |                |            |  |   |              |               |        |
|  | 2      | Virtus Bologna | 96     |  |   |                |                |            |  |   |              |               |        |
|  | 2      | Virtus Bologna | 96     |  |   |                |                |            |  |   |              |               |        |

### Finale
| Campobasso 01 aprile 2023, ore 20:00 CEST          | Famila Wüber Schio | 73 – 62 (19-12, 47-28, 66-45) referto | Umana Reyer Venezia | La Molisana Arena |
| \| \| \| \| \| Howard 26 \| Punti \| 12 Shepard \| |                    |                                       |                     |                   |
|                                                    |                    |                                       |                     |                   |
| Howard 26                                          | Punti              | 12 Shepard                            |                     |                   |

## Squadra vincitrice
Famila Wüber Schio: Marina Mabrey, Martina Bestagno, Kim Mestdagh, Giorgia Sottana, Ajsa Sivka, Costanza Verona, Rhyne Howard, Egle Sventoraite, Martina Crippa, Jasmine Keys, Elisa Penna, Astou Ndour. Allenatore: Georgios Dikaioulakos.